# Zola Maseko
Zola Maseko (* 1967 in Swasiland) ist ein südafrikanischer Filmemacher.

## Leben
Maseko wurde als Sohn südafrikanischer Eltern im Exil in Swasiland geboren. Dort und in Tansania erhielt er seine schulische Ausbildung.
Im Jahr 1987 trat er Umkhonto we Sizwe, dem bewaffneten Arm des ANC, bei. In den Jahren 1992 bis 1994 studierte er an der National Film and Television School im englischen Beaconsfield, nordwestlich von London.
In Südafrika betreibt er eine Produktionsfirma.
Im Jahr 2005 wurde er für seinen Film Drum – Wahrheit um jeden Preis beim Panafrikanischen Filmfestival (FESPACO) in Ouagadougou mit dem Étalon de Yennenga (deutsch: „Yennenga-Hengst“) für den besten afrikanischen Film ausgezeichnet.

## Filmografie (Auswahl)
- 1992: Dear Sunshine
- 1994: Oupa, Pitso, Lenny and Me
- 2004: Drum – Wahrheit um jeden Preis (Drum)
- 2016: The Whale Caller